# Carano
Carano es una localidad italiana perteneciente al municipio de Ville di Fiemme de la provincia de Trento, región de Trentino-Alto Adigio, con 999 habitantes.
Fue un municipio independiente hasta el 31 de diciembre de 2019, en que fue disuelto y pasó a formar parte del municipio de Ville di Fiemme.

## Evolución demográfica
| Gráfica de evolución demográfica de Carano entre 1861 y 2001 |
|                                                              |
| Fuente ISTAT - elaboración gráfica de Wikipedia              |